# San Sostene
San   Sostene község (comune) Olaszország Calabria régiójában, Catanzaro megyében.

## Fekvése
A megye déli részén fekszik. Határai: Davoli, Isca sullo Ionio, Sant’Andrea Apostolo dello Ionio, Badolato, Satriano, Cardinale és Brognaturo.

## Története
A települést a tengerparti településekről, a kalózok miatt védelmet kereső lakosság alapította. Első írásos említése a 15. századból származik. Középkori épületeinek nagy része az 1783-as calabriai földrengésben elpusztult. A 19. század elején vált önálló községgé, amikor a Nápolyi Királyságban felszámolták a feudalizmust.

## Népessége
A népesség számának alakulása:

## Főbb látnivalói
- Palazzo Scicchitano
- Palazzo Ranieri
- Palazzo Puliti
- Palazzo Mongiardo
- Palazzo Eredi Giovanbattista Gatto
- SS. Vergine Maria del Monte-templom
- Madonna del Rosario-templom